# Будиско
Будиско (укр. Будисько) — село на Украине, основано в 1882 году, находится в Барановском районе Житомирской области.
Код КОАТУУ — 1820656301. Население по переписи 2001 года составляет 15 человек. Почтовый индекс — 12742. Телефонный код — 4144. Занимает площадь 1,863 км².

## Адрес местного совета
12742, Житомирская область, Барановский р-н, пгт Полянка, ул. Калинина, 3